# Катастрофа MD-11 в Шанхае (1999)
Катастрофа MD-11 в Шанхае — авиационная катастрофа, произошедшая 15 апреля 1999 года. Грузовой самолёт McDonnell Douglas MD-11F авиакомпании Korean Air Cargo выполнял плановый рейс KE6316 (позывной — KAL 6316) по маршруту Шанхай—Сеул, но через 4 минуты после взлёта рухнул на землю в черте города. В катастрофе погибли 8 человек — все 3 члена экипажа на борту самолёта и 5 человек на земле.

## Самолёт

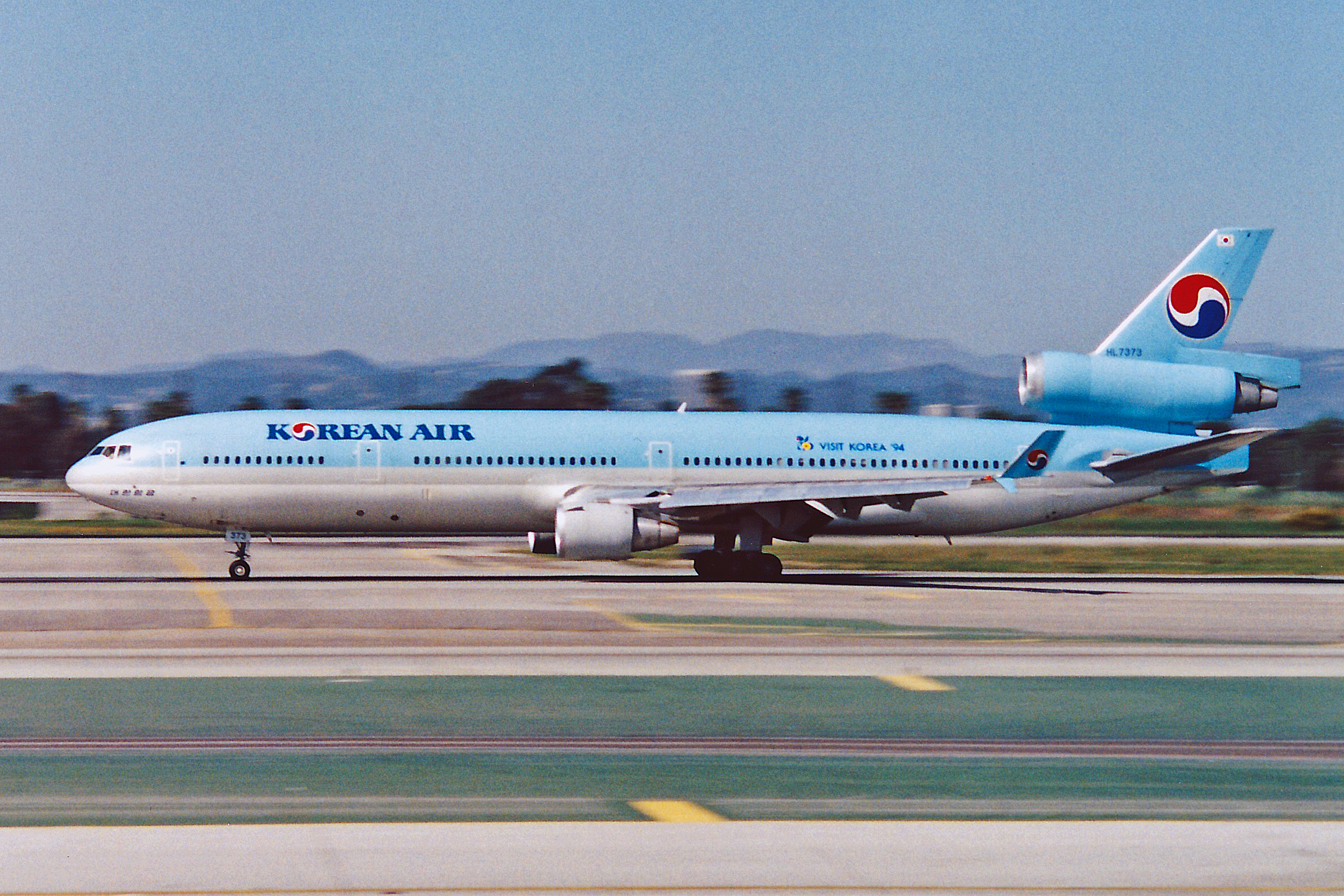
Разбившийся самолёт за 5 лет и 1 месяц до катастрофы (в период эксплуатации в Korean Air)

McDonnell Douglas MD-11 (регистрационный номер HL7373, заводской 48409, серийный 490) был выпущен в феврале 1992 года. 24 марта того же года был передан авиакомпании Korean Air. В марте 1996 года был переделан из пассажирского в грузовой (MD-11F) и перешёл в Korean Air Cargo, грузовое подразделение авиакомпании Korean Air. Оснащён тремя турбовентиляторными двигателями Pratt & Whitney PW4462. На день катастрофы совершил 4463 цикла «взлёт-посадка» и налетал 28 347 часов.

## Экипаж
Состав экипажа рейса KE6316 был таким:
- Командир воздушного судна (КВС) — 54-летний Хон Сонсил (англ. Hong Sung-sil, кор. 홍성실). Очень опытный пилот, управлял самолётами Fokker F-27 и Boeing 727. На пилота McDonnell Douglas MD-11 был квалифицирован в 1992 году. Налетал 12 898 часов, 4856 из них на MD-11.
- Второй пилот — 35-летний Пак Бонсу (англ. Park Bon-suk, кор. 박본석). Малоопытный пилот, в авиакомпании Korean Air Cargo проработал 5 лет (с 1 апреля 1994 года). Управлял самолётом Fokker 100. На пилота McDonnell Douglas MD-11 был квалифицирован в 1996 году. Налетал 1826 часов, 1152 из них на MD-11.

Также в состав экипажа входил 48-летний наземный инженер Пак Бёнки (англ. Park Byong-ki, кор. 박병기). Проработал в авиакомпании Korean Air Cargo 20 лет и 4 месяца (с 4 декабря 1978 года). Был квалифицирован для полётов на Airbus A300, Boeing 747-400, McDonnell Douglas DC-10 и McDonnell Douglas MD-11.

## Катастрофа
Рейс KE6316 вылетел из Шанхая в 16:00 CST, на его борту находились 3 члена экипажа и 68 тонн груза. После взлёта авиадиспетчер дал указание экипажу набрать высоту 1500 метров. Когда самолёт достиг высоты 1400 метров, второй пилот сказал командиру, что необходимая высота для борта — 460 метров. КВС резко отдал штурвал от себя, из-за чего самолёт начал быстрое снижение. Пилоты тут же потянули штурвалы на себя, но в 16:04 рейс KE6316 врезался в промышленные здания в 10 километрах от аэропорта Хунцяо, разрушив несколько домов. Погибли 8 человек — все 3 члена экипажа самолёта (оба пилота и наземный инженер) и 5 человек на земле, ещё 42 человека на земле получили ранения различной степени тяжести.

## Расследование
27 апреля 1999 года следователи заявили, что не выявили никаких признаков взрыва или механических повреждений у разбившегося самолёта.
В июне 2001 года расследование, проводимое Администрацией гражданской авиации КНР (CAAC), показало, что второй пилот перепутал имперскую и метрическую системы мер, в результате чего пилоты приняли неоправданное решение о снижении.
В соответствии с конвенцией ICAO почти во всех странах высоты в авиации измеряются в футах. Однако Китай — одна из стран, продолжающая использовать метрическую систему.